# Brigade volante (film, 1974)
Pour les articles homonymes, voir Brigade volante.
Pour plus de détails, voir Fiche technique et Distribution.
Brigade volante (Squadra volante) est un  film italien poliziottesco réalisé par Stelvio Massi sorti en 1974,,.

## Synopsis
À Pavie, le gang d'un bandit dangereux «  le Marseillais » vole une voiture dans laquelle se trouvent des centaines de millions de lires, laissant sur le sol, entre autres, le corps d'un policier. L'enquête est confiée à l'inspecteur d'Interpol Tomas Ravelli, venu spécialement de Marseille. Cependant, en raison de ses méthodes drastiques,  Ravelli est contrecarré par l'inspecteur Calò .

## Fiche technique
- Titre original	: Squadra volante
- Titre français : Brigade volante
- Réalisation : Stelvio Massi
- Scénario : Dardano Sacchetti, Franco Barberi, Adriano Bolzoni, Stelvio Massi
- Décors	: Carlo Leva
- Photographie : Sergio Rubini
- Musique : Stelvio Cipriani
- Montage : Mauro Bonanni
- Date de sortie	: 1974
- Durée : 90 minutes
- Langue	: Italien
- Pays de production : Italie

## Distribution
- Tomas Milian : Tomas Ravelli
- Mario Carotenuto : Lavagni
- Gastone Moschin : Le Marseillais
- Ray Lovelock : Rino
- Stefania Casini : Marta Hayworth
- Ilaria Guerini : Fede
- Guido Leontini : Mario Berlotti aka "Cranio"
- Enzo Andronico : Alberto
- Giuseppe Castellano : Beppe